# Olympische Sommerspiele 1976/Bogenschießen
Bei den XXI. Olympischen Sommerspielen 1976 in Montréal wurden im Bogenschießen jeweils ein Wettbewerb für Männer und Frauen ausgetragen.
Wie beim Bogenturnier bei den Olympischen Sommerspielen 1972 in München, wurde im Rahmen der Wettkämpfe eine sogenannte Doppelte FITA-Runde geschossen. Während die Distanz für die 2 mal 36 Pfeile der Männer 90 m, 70 m, 50 m und 30 m betrug, mussten die Frauen auf eine Distanz von 70 m, 60 m, 50 m und 30 m schießen.

## Bilanz

### Medaillenspiegel
| Platz  | Land               | Gold | Silber | Bronze | Gesamt |
| ------ | ------------------ | ---- | ------ | ------ | ------ |
| 1      | Vereinigte Staaten | 2    | –      | –      | 2      |
| 2      | Sowjetunion        | –    | 1      | 1      | 2      |
| 3      | Japan              | –    | 1      | –      | 1      |
| 4      | Italien            | –    | –      | 1      | 1      |
| Gesamt | Gesamt             | 2    | 2      | 2      | 6      |

### Medaillengewinner
| Disziplin     | Gold               | Silber                  | Bronze                    |
| ------------- | ------------------ | ----------------------- | ------------------------- |
| Einzel Männer | Darrell Pace (USA) | Hiroshi Michinaga (JPN) | Giancarlo Ferrari (ITA)   |
| Einzel Frauen | Luann Ryon (USA)   | Walentyna Kowpan (URS)  | Sebinisso Rustamowa (URS) |

## Ergebnisse

### Männer
| Platz | Land | Athlet               | Punkte    |
| ----- | ---- | -------------------- | --------- |
| 1     | USA  | Darrell Pace         | 2571 (OR) |
| 2     | JPN  | Hiroshi Michinaga    | 2502      |
| 3     | ITA  | Giancarlo Ferrari    | 2495      |
| 4     | USA  | Richard McKinney     | 2471      |
| 5     | URS  | Wladimir Tschendarow | 2467      |
| 6     | FRG  | Willi Gabriel        | 2435      |
| 7     | CAN  | Dave Mann            | 2431      |
| 8     | JPN  | Takanobu Nishi       | 2422      |

Bei den Spielen von 1976 konnte Darrell Pace die erste seiner beiden olympischen Goldmedaillen im Einzel erringen. Dabei erzielte er, in der zweiten Runde, mit 1307 Ringen auch noch einen neuen olympischen Rekord.

Die Bundesrepublik Deutschland wurde durch Willi Gabriel und Rudolf Schiff vertreten. Gabriel erreichte einen guten sechsten Rang und Schiff den 27. Rang. Für Österreich trat Oswald Probst an und schloss das Turnier mit dem 33. Rang ab. Starter aus der Schweiz nahmen am Turnier nicht teil.

### Frauen
| Platz | Land | Athletin            | Punkte    |
| ----- | ---- | ------------------- | --------- |
| 1     | USA  | Luann Ryon          | 2499 (OR) |
| 2     | URS  | Walentyna Kowpan    | 2460      |
| 3     | URS  | Sebinisso Rustamowa | 2407      |
| 4     | PRK  | Jang Sun-yong       | 2405      |
| 5     | CAN  | Lucille Lemay       | 2401      |
| 6     | POL  | Jadwiga Wilejto     | 2395      |
| 7     | USA  | Linda Myers         | 2393      |
| 8     | FRG  | Maria Urban         | 2376      |

Die US-Amerikanerin Luann Ryon erzielte mit 1282 Ringen, in der zweiten Runde, einen neuen olympischen Rekord.

Die Bundesrepublik Deutschland wurde durch Maria Urban vertreten, die einen guten achten Rang erreichte. Nach der ersten der beiden Runden lag Urban mit dem zweiten Platz noch auf einem Medaillenrang, die zweite Runde konnte sie jedoch nur als 15. abschließen. Starterinnen aus Österreich oder der Schweiz nahmen am Turnier nicht teil.